# محمدعلی عربی
محمدعلی عربی (زادهٔ ۱۳۳۲ در قوژد – وفات ۱۳۸۹) روحانی و نمایندهٔ حوزه انتخابیه کاشمر در دورهٔ دوم بوده است.